# Festival Internacional de Cuartetos de Cuerda del Luberon
El Festival Internacional de Cuartetos de Cuerda del Luberon (en francés: Festival international de quatuors à cordes du Luberon) es un festival de música clásica que se celebra desde el 22 de agosto de 1976 en la región de Provenza-Alpes-Costa Azul.

## Historia
El festival fue creado en 1976 por la asociación "Les Amis de la Musique du Luberon" (Amigos de la música del Luberon), con un primer concierto en la iglesia de Roussillon (Vaucluse), en el departamento francés de Vaucluse con capital en Aviñón. El festival se celebra cada año en los meses de verano (de julio a septiembre).

## Filosofía
Desde su creación el festival practica una política voluntarista dedicada a una disciplina de la Música de cámara exigente: el cuarteto de cuerda. El festival acoge a los músicos que realizan estancias para desarrollar su repertorio. Además, los músicos ofrecen conciertos en lugares adaptados a la música de cámara y escogidos por su especial acústica. El festival también ayuda a los jóvenes cuartetos a preparar su participación en concursos internacionales, dando conciertos y recibiendo clases de maestros.

## Espacios escénicos
Los conciertos se dan en lugares del patrimonio regional con una acústica adaptada a las sonoridades del cuarteto de cuerda:
- Iglesia de Roussillon (Vaucluse).
- Abadía de Silvacane en La Roque-d'Anthéron.
- Iglesia de Cabrières-d'Avignon.
- Iglesia de Goult.
- L'Isle-sur-la-Sorgue.